# Zasnezhennaja
Zasnezhennaja är ett berg i Antarktis. Det ligger i Östantarktis. Australien gör anspråk på området. Toppen på Zasnezhennaja är 1 517 meter över havet.
Terrängen runt Zasnezhennaja är lite kuperad. Trakten är obefolkad. Det finns inga samhällen i närheten.